# عدنان سعد الدين
عدنان سعد الدين (1929 حماة - 2010 عمّان) رابع مراقب لجماعة الإخوان المسلمين في سوريا (1976 - 1981).

## سيرته الذاتية
ولد لأسرة وكان أبوه تاجر بقول ، ودرس في مدرسة تجمع بين الشهادات الرسمية للجمهورية السورية والعلوم الإسلامية ،
كما درس الأدب العربي في جامعة الملك فؤاد الأول في القاهرة وتخرج منها عام 1955 ، فرسخ علاقته بقادة جماعة الإخوان المسلمين ، ثمّ رجع ليدرس القانون في مصر ليتخرج من جامعاتها سنة 1960.
حدثت بعض الخلافات بينه وبين أفراد الجماعة مما أدى إلى فصله حوالي 17 عاما .

### المراقب العام لجماعة الإخوان المسلمين في سوريا
- وفقًا لعبد الله الطنطاوي، فقد بادرت جماعة الإخوان المسلمين في سوريا بقيادة عدنان سعد الدين لتشكيل لجنة لصياغة النظام الداخلي للجماعة، والاعتماد عليه بوصفه سيكون بوصلة التقدم للجماعة، وأيضاً شكل لجنة أخرى ترصد التقدم الحاصل خلال فترات زمنية محددة. وبحسب الطنطاوي، فقد كان عدنان رجلاً يكره الارتجال والتواكل في العمل، وكان ينظر لتخطيط بوصفه هو الأسلوب الأمثل بالنسبة له و ولحركة الإخوان التي تولّى زمام مسؤوليتها منذ عام 1975.[3] وبهدف توحيد كافة الجماعات الإسلامية تحت راية واحدة جامعة، بادر إلى بناء علاقات جيدة بين جماعة الإخوان المسلمين وعدد من العلماء المسلمين، وهو ما أثمر بالنهاية بتشكيل الجبهة الإسلامية في سوريا.[4][5]
- وأيضاً بادر عدنان بطرح فكرة توحيد تنظيمات الإخوان المسلمين الأربعة في كل من سوريا ولبنان والأردن وفلسطين في تنظيم واحد ككتلة إقليميةعلى غرار بعض تكتلات بعض جماعات الإخوان في الوطن العربي مثل تنظيم وادي النيل الذي يضم (إخوان مصر وإخوان السودان، وإخوان المغرب وليبيا وتونس والجزائر وموريتانيا). وقد لاقت هذه الفكرة أصداءاً إيجابية من قبل قادة هذه التنظيمات، ودعا عدنان إلى عقد مؤتمر في إحدى الدول الأوروبية لتحويل المشروع إلى حقيقة على الأرض. إلا أن إحدى هذه التنظيمات تراجعت عما تم الاتفاق عليه، مما أدى إلى تداعي الفكرة وذهابها أدراج الرياح.
- سعى عدنان لصنع علاقات مع عدد من الأحزاب المؤثرة في دول العالم العربي والإسلامي. ونتيجة لذلك، قام بجولات في العديد من المدن الأمريكية والدول الإسلامية والعربية، بالإضافة إلى الدول الأوروبية[6]، لرفع مستوى العلاقات الذي تحظى به جماعة الإخوان السورية. قبيل تولي عدنان منصب المراقب العام لجماعة الإخوان المسلمين، كان سلفه الشيخ عبد الفتاح أبو غدة أحد أبر المعارضين لانقلاب السوري الذي وقع في عام 1966 وكانت نتيجته صعود صلاح جديد إلى الرئاسة. استغل أبو غدة منصبه لحشد العلماء و تشجيعهم على مقاطعة الدولة والتعبير عن معارضتهم لسياسات جديد العنيفة. ونتيجة لأنشطة غدة في المعارضة اعتقل ثمَّ تم اقتياده إلى سجن تدمر في الصحاري النائية، حيث ظل محتجزًا لمدة 11 شهرًا، قبل إطلاق سراحه مع جميع السجناء السياسيين الآخرين في عام 1967 كجزء من العفو الذي أعقب نكسة حزيران في ذلك العام.[7] وبعد أن غادر أبو غدة سوريا وذهب إلى المنفى في المملكة العربية السعودية، أصبح عدنان رأس السلطة الجديدة بتنصيبه مراقبا عاماً لجماعة الإخوان المسلمين في سوريا.[8][9]
- على الرغم من كون العلاقة بين الأسد وأبو غدة هادئة إلى حد ما، إلا أن جماعة الإخوان المسلمين التي ينتمي إليها عدنان عارضت بشدة تولي الأسد، ذو الأقلية العلوية السلطة في سوريا ذات الأغلبية السنية.[10] ومع تزايد عمليات الاضطهاد والتعدي على حقوق المدنيين في تلك الفترة، ما لبث أن أدى ذلك إلى إشعال موجة غضب عنيفة في كل من حماة وحمص وحلب نظمها الإخوان المسلمون وعلماء الدين. إضافةً إلى ذلك، فقد فاقمت العديد من العوامل زيادة السخط الشعبي مثل انخفاض الدعم الاقتصادي لسوريا من قبل دول الخليج العربي، وتكلفة الحملة العسكرية السورية في لبنان، واستقبال العديد من اللاجئين نتيجة الصراعات في المنطقة تلك الفترة، وتدهور وتردي الوضع الاقتصادي في سوريا.[11] ساهم كل تلك العوامل بتأجيج الاحتجاجات وحدوث إضرابات في مختلف المجالات، لكن التدخل السوري ضد منظمة التحرير الفلسطينية في لبنان والذي أدين من قبل جميع دول العالم الإسلامي كانت الشعرة التي قصمت ظهر البعير وأشعلت الغضب الشعبي.
- في 16 يونيو/حزيران 1979، نفّذت جماعة الإخوان المسلمين هجومًا على طلاب مدرسة المدفعية في حلب، ما أسفر رسميًا عن مقتل 83 طالبًا. وفي خضام تلك الحادثة، اغتيل الأستاذ يوسف اليوسف في مدينة حلب. ردّت الحكومة السورية بالحكم على نحو 15 سجينًا بالإعدام، متهمين بالعمالة للعراق، لانتمائهم إلى حركة المقاومة الإسلامية.[12] ثم أصبحت الهجمات المسلحة متكررة بشكل يومي، لا سيما في حلب وغيرها من المدن الشمالية. مالَت الحكومة إلى نسب هذه الهجمات إلى الإخوان، ولكن مع اكتساب المقاومة المسلحة دعمًا شعبيًا واسعًا وظهور جماعات مسلحة ذات تعريفات أكثر اتساعًا، لا سيما في الأحياء الفقيرة والمهمشة أصبح من الصعب نسب الأعمال إلى جهة بعينها[12]

### مجزرة حماة
- بعد فشل محاولة اغتيال حافظ الأسد، تصاعدت وتيرة تصرفات الحكومة السورية ضد حركة الإخوان المسلمين بشكل كبير، حيث ارتُكبت مجازر ردًا على محاولة الاغتيال تلك. أدى ذلك في النهاية إلى اندلاع انتفاضة إسلامية في مدينة حماة، والتي قوبلت بالقمع والعنف من قبل القوات الحكومية بقوة هائلة وجلب تعزيزات من لبنان والمدن المجاورة. بعد انتفاضة حماة، تم قمع تمرد حركة الإخوان، ومنذ تلك الفترة، نقلت جماعة الإخوان المسلمين في سوريا نشاطها للخارج. تشدّدت مواقف الحكومة في سوريا بشكل كبير خلال الانتفاضة، واعتمد الأسد على القمع والعنف أكثر من التكتيكات السياسية طوال فترة حكمه المتبقية،على الرغم من حركة الانفتاح الاقتصادي خلال التسعينيات.[13]

### التحالف الوطني لتحرير سوريا
- بعد انهيار جماعة الإخوان المسلمين في سوريا، اتحدت العديد من جماعات المعارضة في سوريا لتشكيل التحالف الوطني لتحرير سوريا. ضم هذا التحالف مختلف الحركات والأيديولوجيات مثل الشيوعيين وداعمين من فرع حزب البعث العراقي، وصولًا إلى ماتبقى من جماعة الإخوان المسلمين. كما أشارت العديد من المصادر بكون التحالف يحصل على دعم من الأردن، وقد كانت لحظة بارزة باتحادهم مع الجماعات العلمانية على الرغم من كون ميثاق التحالف الوطنيلم يضم سوى فقرة واحدة تشير إلى التراث الإسلامي في سوريا. وقد أثارت هذه البراغماتية انشقاقات داخل صفوف الإخوان (حيث وصفها القيادي عدنان عقلة بالخيانة). وانفصلت مجموعة من العلماء بقيادة ظاهر خير الله عن جماعة الإخوان المسلمين احتجاجًا على التحالف الوطني. ومع ذلك على الرغم اتساع النطاق السياسي للتحالف إلا أنَّه لم يثمر بمنجزات على أرض الواقع وبحلول منتصف الثمانينيات، أعلن حلّ التحالف رسمياً.[14][15][16]